# Киракосян, Карине Гегамовна
Карина Гегамовна Киракосян (арм. Կարինե Գեղամի Կիրակոսյան, 10 июля 1960 — Ереван) — армянский политический и государственный деятель.
- 1981 — окончила факультет экономики труда Ереванского института народного хозяйства. Экономист, кандидат экономических наук.
- 1981—1984 — была аспирантом института экономики АН Армянской ССР.
- 1984—1990 — работала в институте экономики АН Армянской ССР экономистом.
- 1990—2004 — работала в аппарате правительства начальником отдела, заместителем начальника управления, начальником управления, заместителем руководителя аппарата.
- 2004-2011 — начальник ведомства управления государственным имуществом при правительстве Армении.
- С 22 июня 2006 — член РПА.